# Başverimli, Silopi
Başverimli là một thị trấn thuộc huyện Silopi, tỉnh Şırnak, Thổ Nhĩ Kỳ. Dân số thời điểm năm 2011 là 4.335 người.